# Казус Кукоцкого
«Казус Кукоцкого» — семейная сага Людмилы Улицкой, которая описывает жизнь семьи профессора Павла Алексеевича Кукоцкого на фоне истории Советского государства от момента его создания до середины 1960-х годов.
Роман, создававшийся десять лет, был опубликован в 2000 году журналом «Новый мир» (№№ 8, 9) под названием «Путешествие в седьмую сторону света». В 2001 году вышел отдельной книгой и был удостоен премии «Русский Букер». 
«Казус Кукоцкого» — один из немногих современных романов на русском языке, получивших «действительно широкое читательское признание, несмотря на отсутствие детективного или авантюрного сюжета». В 2005 году по нему снят одноимённый телесериал (режиссёр Ю. В. Грымов).

## Сюжет
Роман состоит из четырёх частей (повестей). В первой части описывается жизнь до 1960 года профессора Кукоцкого и членов его семьи: жены Елены, приёмной дочери Татьяны, взятой под опеку Таниной одноклассницы Томы и бывшей монахини Василисы Гавриловны, с давних пор живущей в семье Елены. Вторая часть — сон Елены о промежуточном состоянии между жизнью и смертью. Третья часть охватывает жизнь семьи после 1960 года вплоть до Таниной смерти. Четвёртая часть, самая небольшая по объёму, выступает в роли эпилога и описывает несколько эпизодов из жизни Таниной дочери Жени.
События книги описывают судьбу потомственного медика, профессора-гинеколога Павла Алексеевича Кукоцкого. Талантом диагноста он был обязан особому дару, «внутривидению», благодаря которому Павел Алексеевич «видел» поражённые внутренние органы пациентов. В 1942 году в небольшом сибирском городке он спас от смерти свою будущую жену Елену Георгиевну, у которой ему пришлось удалить матку. После выздоровления Павел Алексеевич увёз Елену к себе вместе с двухлетней дочерью Таней и бывшей монахиней Василисой Гавриловной.
Первые послевоенные годы были удачными и в профессиональном плане, и в личной жизни. Супруги вместе растили горячо любимую дочь, Павел Алексеевич лечил пациенток, занимался наукой и даже, обладая государственным умом, писал проекты по организации здравоохранения, стремясь, в том числе, добиться легализации абортов.
Елена выросла в толстовской общине, на курсах чертёжников познакомилась с первым мужем (он был преподавателем) и искренне полюбила выбранную профессию. Временами ей снились странные чертёжные сны, в которых возникали невыразимые словами связи между вещами.
Первые проблемы в жизни Кукоцких появились в период, предшествовавший началу кампании против генетики. Павел Алексеевич нашёл оригинальный способ уклоняться от нежелательных мероприятий: в нужный момент он честно напивался, создав себе репутацию пьяницы.
А вскоре пришёл конец и семейному счастью. Причиной размолвки послужила смерть дворничихи, дочь которой, Тома Полосухина, училась в одном классе с Таней. В пылу спора по поводу смерти Томиной матери, умершей в результате криминального аборта, Елена осудила Павла Алексеевича, ратующего за разрешение абортов, а он напомнил об отсутствии у неё матки. Взаимные жестокие слова создали непреодолимую пропасть между супругами. И хотя внешне жизнь семьи почти не изменилась, никогда больше не были они счастливы, хотя в глубине души продолжали любить и уважать друг друга.
Тома осталась жить в семье Павла Алексеевича. А у Елены постепенно начала развиваться странная болезнь, проявлявшаяся в рассеянности и полном отсутствии внимания.
После школы Таня, обожавшая отца, поступила на вечернее отделение биофака, а также устроилась в лабораторию по изучению развития мозга, где на удивление быстро освоила методы приготовления гистологических препаратов. А спустя несколько лет, летом 1960 года, произошло событие, навсегда отвратившее Таню от науки: она поймала себя на готовности сделать препарат из живого человеческого плода. Не дождавшись нужных слов от отца, Таня ушла с работы и начала вести богемный образ жизни. 
Болезнь Елены, до сих пор умело скрываемая, привела к длительной потере памяти. В этот момент ей приснился длинный сон о промежуточном мире, с персонажами из прошлого и из будущего, о глубинной сути людей и связях между ними.
Таня становится любовницей братьев-близнецов Гольдбергов, сыновей единомышленника и друга Павла Алексеевича. Забеременев, она расписывается с одним из братьев и вскоре уезжает на юг в обществе товарки и её сына, где встречает талантливого саксофониста Сергея. Оба быстро понимают, что созданы друг для друга, и после окончания южных гастролей Таня уезжает в Ленинград, где и появляется на свет дочь Евгения. Некоторое время они живут счастливой жизнью, наполненной музыкой и взаимным согласием. Её счастье омрачает только непонятная болезнь матери и осознание своей ответственности за стареющих членов семьи. Вторая, желанная, беременность Тани оканчивается трагически: она погибает в одесской больнице из-за не оказанной вовремя медицинской помощи. Елена так никогда и не узнала о смерти дочери.
В эпилоге выясняется, что Елена, лишь на короткое время выходящая из состояния беспамятства, пережила своего мужа и живёт вместе с семьёй Томы. Её регулярно навещает внучка Женя. Почти все герои романа встречаются в промежуточном мире. В том числе и те, о которых Елена не знала.

## Тематика
Проза Улицкой выделяется на общем фоне русской литературы своей физиологичностью. Роман впечатлил читателей обилием «грубых натуралистических описаний: полостные операции, „выскабливания“, последствия криминальных абортов, жуткий вид иссечённой матки с проросшей в ней луковицей и тому подобное». Отдельные рецензенты сетовали, что автор-биолог помещает своих персонажей под лупу микроскопа и относится к ним с тем высокомерным цинизмом, «с которым относятся к людям не очень умные врачи».
В романе Улицкой с бытовым, натуралистичным пластом соседствует сверхъестественный, юнгианский пласт мистического опыта. Приблизительно одну треть романа занимают сновидческие путешествия Елены Кукоцкой в «седьмую сторону света» с образными названиями «Средний мир» и «Великая Вода». Герои этих видений носят необычные имена и имеют соответствия в реальном мире. Подсмотренное в этом мире, промежуточном между жизнью и смертью, потом имеет свойство воплощаться в реальности. 
На первый план в романе выведена ключевая для Улицкой тема самопожертвования. История рода Кукоцких трактуется как история борьбы за рождение человека (и спасение женщины), а сюжетные перипетии иллюстрируют «борение между слепой, убийственной силой рока и освящённым любовью жизнетворчеством». По мнению Н. Л. Лейдермана, Улицкой удалось «органично совместить традиционную канву семейного романа, с взаимоотношениями поколений, любовными драмами и трагедиями, и оптику, выработанную в рамках женской прозы с её физиологической экспрессией, когда женское тело становится универсальной философской метафорой». 
Н. А. Егорова объясняет название романа тем, что проект всей жизни профессора Кукоцкого закончился крахом: спасая чужих женщин и детей, светоч науки оказался «губительно слеп по отношению к женщинам собственной семьи». Эту же мысль иллюстрирует предпосланный книге эпиграф из Симоны Вейль: «Истина всегда на стороне смерти».

## Критические отзывы
Критики романа сетовали на «хаос сюжетных линий и не встраивающихся ни в какие линии эпизодов», на неоднозначность романа в жанровом отношении: «начинается как добротная семейная сага, затем делает резкий рывок к мистическому символизму, вновь возвращается к саге и отсюда уже мало-помалу дрейфует в сторону типично женской псевдопсихологической беллетристики с элементами любовно-приключенческого романа отечественного образца».
- Ольга Славникова обращает внимание, что «Казус Кукоцкого» продолжает линию предыдущего романа Улицкой, «Медея и её дети» (1996), в том отношении, что протагонист физически бесплоден, хотя духовно поддерживает множество людей[11]. Супругам Кукоцким доступен дар видения за пределами обычных возможностей, но «одарённость, подключающая героев романа к неким космическим токам, одновременно делает их уязвимыми — и только Томочка, этот хорошо закупоренный горшочек, живёт благополучно и всё, что надо, даже учёную степень, получает своевременно[11]».
- Мария Ремизова: «Улицкая написала вопиюще феминистский роман, где женщина является единственным значимым началом, мужчина же — лишь пассивная функция при её „естественной“ реализации. Характерно, что героини „Казуса“ никогда ни о чём не задумываются, не сожалеют о содеянном, не испытывают ответственности. Ещё более характерно, что автор ни разу не останавливает внимания на этом странном свойстве их сознаний, словно раз и навсегда уверовав в двусмысленный афоризм Брюсова: „Ты женщина, и этим ты права“[10]».
- Лев Куклин: «Самое крупное, разноплановое и принципиальное сочинение Людмилы Улицкой — роман под названием „Казус Кукоцкого“. <…> Всяческие беды, уродства, болезни и прочие несчастья, включая нелепые смерти, прилипают к её ущербным персонажам, словно мелкие гвоздики к магниту. Даунизм и сумасшествие — частые гости на страницах её рассказов. Она ухитряется собрать нечто схожее с коллекцией уродцев петербургской Кунсткамеры, а по сути — коллекцию „биологических неудачников“[12]».
- Евгений Ермолин: «А может, думаешь, это как раз удобный случай показать, что традиционные средства построения семейного романа уже не работают? <…> Такое ощущение, что автор пишет его без складу и ладу, как придётся. То вдаётся в детали, то проскакивает на курьерском мимо целых десятилетий. Хронология сбивчива, жизнь героев отслежена нестарательно. Пучок судеб, почти в каждой из которых — свои провалы и зиянья[9]».